# Schlacht bei Sinsheim
Solebay – Erste Schooneveld – Zweite Schooneveld – Maastricht – Texel – Bonn – Sinsheim – Seneffe – Enzheim – Türkheim – Sasbach – Konzer Brücke – Stromboli – Augusta – Palermo – Philippsburg – Maastricht – Valenciennes – Tobago – Cassel – Kokersberg –  Freiburg – Ypern – Rheinfelden – Saint-Denis
Die Schlacht bei Sinsheim vom 16. Juni 1674 war Teil des Holländischen Krieges. Dort trafen kaiserliche und französische Truppen aufeinander. Nach einer erbittert geführten Schlacht siegten die Franzosen.

## Vorgeschichte
Im Frühsommer des Jahres 1674 versuchten sich das kaiserliche Hauptheer unter Alexander Herzog von Bournonville und die Truppen des 1670 von den Franzosen vertriebenen Herzogs von Lothringen,  Karl IV., zu vereinigen. Gemeinsam wollte man dann vom Rhein ins Elsass vorstoßen, um den dort operierenden französischen Befehlshaber Turenne zu attackieren. Dieser versuchte die Vereinigung der gegnerischen Truppen zu verhindern und brach von Philippsburg in Richtung Neckar auf. Bei Sinsheim traf er auf Vorausabteilungen der Alliierten, deren Hauptheere indes noch getrennt standen. Turenne entschloss sich zum Angriff, um noch vor dem Herannahen Bournonvilles eine Entscheidung herbeizuführen. Turennes Gegner standen unter dem Befehl des Herzogs von Lothringen Karls IV. und des kaiserlichen Generals Aeneas von Caprara. Die Truppen der Verbündeten bestanden überwiegend aus Kavallerie lothringischer, kaiserlicher und sächsischer Herkunft. Hinzu kamen etwa 800 bis 1500 Mann Infanterie; Artillerie war keine vorhanden.

## Verlauf
Die Verbündeten hielten die Stadt Sinsheim sowie die auf den nördlichen Anhöhen gelegenen Gärten besetzt. Die südlich der Stadt verlaufende Elsenz bot den anrückenden Franzosen ein zusätzliches Hindernis. Gegen zehn Uhr früh formierte Turenne sein Heer zur Schlacht. Nach Überschreiten des Mühlbachs und der Elsenz eroberten die Franzosen die Abtei Sinsheim und die Stadt selbst. 
Anschließend formierten sich die Angreifer am Fuße der Anhöhen in zwei Treffen, die eigenen sechs Geschütze auf dem rechten Flügel postiert. Die Alliierten verteidigten sich zäh, mussten letztlich aber nachgeben. Im Zurückweichen gelang es ihnen, die Stadt Sinsheim kurzzeitig zurückzuerobern; sie wurden aber nach etwa zweistündigem Häuserkampf wieder daraus vertrieben. Die anschließende Umgruppierung der französischen Truppen nutzte der Herzog von Lothringen für eine Kavallerieattacke, die jedoch zurückgeschlagen wurde. Damit war der Tag gegen 17 Uhr zugunsten der Franzosen entschieden.

## Folgen
Die Alliierten zogen sich nördlich in Richtung Neckar zurück. Der Versuch der Franzosen, ihnen durch das waldige Gebiet zu folgen, scheiterte. Daraufhin gab Turenne die Verfolgung auf. Die Alliierten marschierten nach Heilbronn, um sich mit der Hauptarmee unter General Bournonville zu vereinigen. Dieser zog sich hinter den Main zurück, um auf weitere Verstärkungen zu warten. Die Schlacht gilt als ein erster Rückschlag der Verbündeten im Kampf gegen die Franzosen. Die französischen Truppen begannen nun damit, die Pfalz zu verheeren.